# Jules Desbois
Jules Desbois, född den 20 december 1851 i Parçay-les-Pins, död den 2 oktober 1935 i Paris, var en fransk skulptör.
Desbois utförde en rad grupper och enstaka figurer samt ägnade sig med förkärlek och framgång åt konsthantverk, dels metallkonsten, dels Sèvreskeramiken.